# Арія Джованні
А́рія Джова́нні (англ. Aria Giovanni; нар. 3 листопада 1977 року, Лонг-Біч, Каліфорнія, США) — американська порноакторка.

## Біографія
Народилася в Лонг-Біч, Каліфорнія, виросла в окрузі Орендж . Навчалася в коледжі в Сан-Дієго за фахом біохімія .
У 2001 році зіграла Моніку Снеч у фільмі Survivors Exposed, пародії на телесеріал «Survivor». Вона також з'явилася 16 листопада 2001 в епізоді телевізійного шоу Shipmates.
Була моделлю дня «Плейбою» 6 червня 2007 року .

### Особисте життя
У 2005 році одружилася з гітаристом John 5, пізніше шлюб розпався .

## Нагороди
- 2000 «Кішечка місяця» у вересні.